# Maciej Mrozowski
Maciej Wacław Mrozowski (ur. 1950 w Łodzi) – polski prawnik, medioznawca, profesor Uniwersytetu Warszawskiego, wykładowca akademicki w Instytucie Dziennikarstwa UW i Uniwersytecie SWPS, gdzie był kierownikiem Katedry Komunikowania i Mediów.
Mrozowski jest częstym komentatorem wydarzeń medialnych – szczególnie debat politycznych, nowych trendów w przemyśle rozrywkowym.

## Wykształcenie
Ukończył studia na Wydziale Prawa Uniwersytetu Łódzkiego w 1972 roku, a dwa lata później Organizację Produkcji w Państwowej Wyższej Szkole Filmowej, Telewizyjnej i Teatralnej w Łodzi. Doktorat z nauk politycznych obronił w 1980 roku, a jedenaście lat później habilitację.

## Działalność naukowa i zawodowa
Od 1980 roku związany z Wydziałem Dziennikarstwa i Nauk Politycznych UW. W latach 1990–1993 był dyrektorem Instytutu Dziennikarstwa na tym wydziale, a w latach 1999–2002 prodziekanem WDiNP. W 2004 prezes Telewizji Polskiej SA Jan Dworak mianował Mrozowskiego Dyrektorem Rady Programowej TVP. Odwołany z tej funkcji, przez kilka lat procesował się ze stacją. Jest członkiem International Institute of Communication w Londynie.

## Życie osobiste
Żonaty, ma dorosłego syna. Mieszka na warszawskim Mokotowie.

## Kontrowersje
Po aferze mobbingowej związanej z Kamilem Durczokiem w wywiadzie dla portalu Wirtualnemedia.pl uznał, że nie ma nic niewłaściwego w molestowaniu podwładnych, jeżeli pokornie przyjmie się reprymendę i wypłaci odszkodowanie. Przekonywał, że afera nie była publiczna, tylko prywatna. Stwierdził: Jeżeli molestował czy dręczył podwładną, to ona dostała rekompensatę, a on reprymendę. Dlaczego tłumaczyć się z tego przed ludźmi.
Wypowiedź ta wywołała liczne kontrowersje oraz interwencję władz Uniwersytetu SWPS w Warszawie.

## Wybrane publikacje
- „Media masowe. Władza, rozrywka, biznes” wyd. Oficyna Wydawnicza Aspra, 2001
- „System medialny. Struktura i zasady działania” w: Dziennikarstwo i świat mediów, wyd. TAiWPN Universitas
- „Spectator in spectaculum. Ukryte osobowości programów telewizyjnych TVP1, TVP2, TVN, Polsat”, Studia Medioznawcze, 2001/1
- „The Portrayal of Immigrants in Polish Press. From Homogeneity to Multiculturalism – Minorities Old and New in Poland”, wyd. MacMillan, 2000
- „Die Transformation der Massenmedien in der Postkomunistischen Landern: Die polnische Perspektiv”, wyd. Berlin Verlag, Arno Spitz GmbH, 2000